# غيرالد غودن
غيرالد غودن هو كاتب وصحفي وشاعر وسياسي كندي، ولد في 13 نوفمبر 1938 في تروا ريفيير في كندا، وتوفي في 12 أكتوبر 1994 في مونتريال في كندا. نشط حزبياً في الحزب الكيبيكي. وقد انتخب عضو الجمعية الوطنية في كيبك ‏.

## وصلات خارجية
- غيرالد غودن على موقع ميوزك برينز (الإنجليزية)